# Vincent Ongandzi
Vincent Ongandzi (ur. 22 listopada 1975 w Meyos) – kameruński piłkarz występujący na pozycji bramkarza.

## Kariera klubowa
W Kamerunie Ongandzi występował w zespołach Tonnerre Jaunde oraz Stade Bandjoun. W 2003 roku trafił do południowoafrykańskiego Bloemfontein Celtic. Przez 3 lata rozegrał tam 22 spotkania. W 2006 roku odszedł do cypryjskiego Arisu Limassol. Po roku spędzonym w tym klubie, zakończył karierę.

## Kariera reprezentacyjna
W reprezentacji Kamerunu Ongandzi zadebiutował w 1995 roku. W 1998 roku został powołany do kadry na Puchar Narodów Afryki. Zagrał na nim w meczach z Algierią (2:1) oraz Demokratyczną Republiką Konga (0:1). Tamten turniej Kamerun zakończył na ćwierćfinale.
W drużynie narodowej Ongandi grał w latach 1995-1998.